# Monte de Fralães
Monte de Fralães is een plaats (freguesia) in de Portugese gemeente Barcelos en telt 270 inwoners (2001).

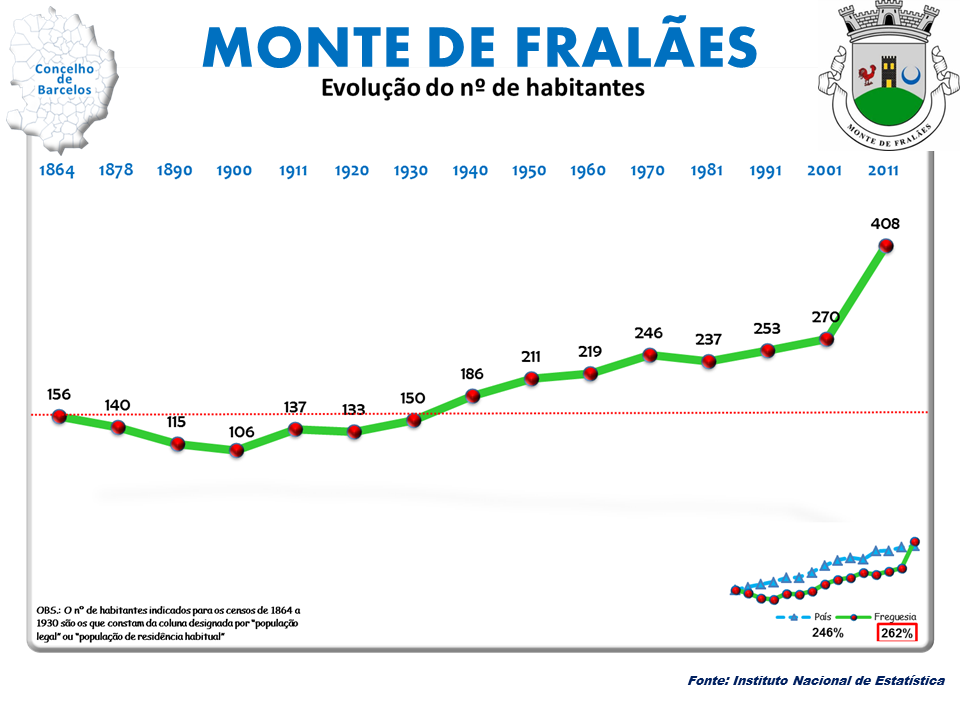
Bevolkingsontwikkeling tussen 1864 en 2011